# Distretto di Kishindih
Il distretto di  Kishindih è un distretto dell'Afghanistan appartenente alla provincia di Balkh. Viene stimata una popolazione di 24 760 abitanti (stima 2016-17).